# Tom Holland (Schriftsteller)

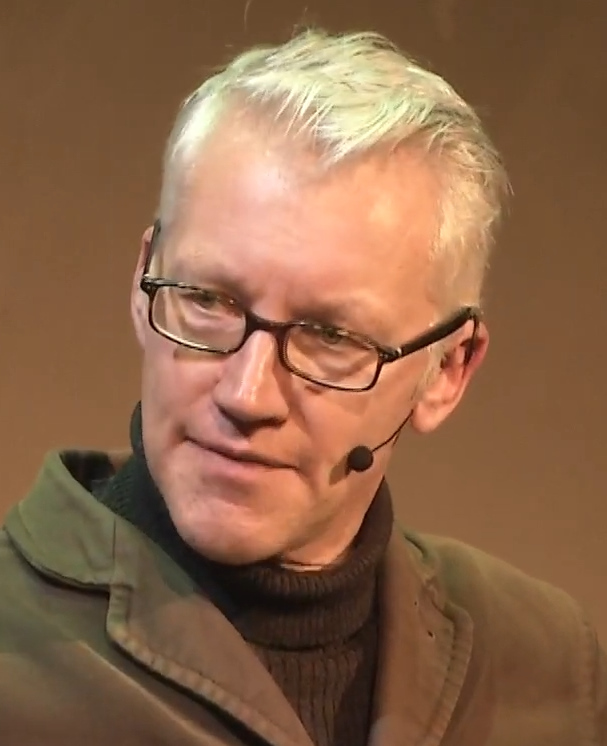
Tom Holland (Februar 2020)

Tom Holland (* 5. Januar 1968 in Salisbury) ist ein britischer Schriftsteller und Historiker.

## Leben
Er studierte an den Universitäten Cambridge (Queens’ College) und Oxford, wo er einen Bachelor in Geschichte erwarb und an einer unvollendeten Dissertation über Lord Byron arbeitete, der dann stattdessen Hauptfigur seines Romans Der Vampir wurde. Hollands Romane weisen oft übernatürliche und Horror-Elemente auf; sie spielen in der Regel in der Vergangenheit. Holland hat auch für den Rundfunk der BBC gearbeitet und mehrere Sachbücher über historische Themen verfasst.
2006 erhielt Holland (zusammen mit Robin Lane Fox) für sein Sachbuch Persian Fire den Runciman Award für historische Erzählungen.
2016 wurde er zu einem Fellow der Royal Society of Literature gewählt.

## Rezeption
Mohammed. Der Koran und die Entstehung des arabischen Weltreichs
Barnaby Rogerson (The Independent) bezeichnete das Buch als außerordentlich reichhaltig, detailliert und bezaubernd; er lobte vor allem Hollands Schreibstil, merkte jedoch an, dass die von ihm angebotenen Quellen, selbst aus der nicht-muslimischen Welt, den Mainstream der Wissenschaft im Großen und Ganzen unterstützten und von Holland offenbar missbraucht wurden, um seinen Standpunkt zu vertreten; Hollands Neupositionierung des Ursprungsortes des Islams in Syrien-Palästina und seine Zweifel an der Position Mekkas bezeichnete Rogerson als wild und nicht überzeugend.
Richard Miles (Financial Times) bezeichnete das Buch als eine erheiternde Lektüre, die den islamischen Quellen gegenüber äußerst skeptisch und sehr konfrontativ sei. Am Ende stellte er die Fragen: „Wenn ein Großteil der Geschichte des frühen Islams erfunden ist, wie lässt sich dann der Konsens erklären, der in einer Reihe von Texten von bitter verfeindeten sektiererischen Gemeinschaften (Sunniten, Schiiten usw.) besteht? Glauben wir wirklich, dass eine ganze Gemeinschaft in diese riesige Lüge über den Propheten verwickelt war und dass irgendeine schattenhafte Macht in der Lage war, alle abweichenden Meinungen in arabischen Kreisen zu kontrollieren?“
Der Historiker Glen Bowersock schrieb eine vernichtende Kritik in The Guardian, in der er das Werk zwar als anregend, aber auch als unverantwortlich und unzuverlässig bezeichnete. Bowersock kritisierte Holland für seine mangelnden Sprachkenntnisse in einer der orientalischen Sprachen, was laut Bowersock dazu führte, dass Holland sprachliche Fehler beging und völlig auf Übersetzungen und Sekundärquellen angewiesen war. Bowersock sagte auch, dass Holland die jahrzehntelange Forschung über das vorislamische Arabien ignoriert habe und dass er die jüngsten Entdeckungen spätantiker südarabischer Inschriften sowie früher Koranhandschriften nicht berücksichtigt habe.
Ziauddin Sardar (New Statesman), meinte, das Buch scheine auf die weltweit zunehmende islamfeindliche Stimmung zugeschnitten zu sein und präsentiere eine große Erzählung, die auf den Werken einer „weitgehend diskreditierten Gruppe von Orientalisten“ beruhe, deren umfangreiche Kritik Holland nicht zu kennen scheine. Er beendete seine Kritik mit den Worten: „Ich finde Hollands totale Ablehnung muslimischer Gelehrsamkeit arrogant (was er, wie ich weiß, nicht ist), beleidigend (was er, wie ich weiß, nicht beabsichtigt) und auf falschen wissenschaftlichen Erkenntnissen beruhend (obwohl seine wissenschaftlichen Erkenntnisse in der Regel solide sind).“
In einer Rezension des Buches im Journal of Shi'a Islamic Studies, wurde kritisiert, dass das Buch die „die jüngsten methodischen Fortschritte auf dem Gebiet der islamischen Geschichte nicht berücksichtigt“ habe.
Anthony Sattin (The Guardian) schrieb: „Holland mag Recht haben, er mag Unrecht haben, aber es lässt sich nicht leugnen, dass die Herausforderung sowohl anregend als auch - in einer Welt mit zunehmend starren muslimischen Dogmen - erfrischend ist.“
Malise Ruthven (The Wall Street Journal) schrieb: „Seine Schlussfolgerungen mögen gewagt sein, aber sie sind überzeugend. Sein Buch ist elegant geschrieben und erfrischend frei von Fachjargon.“

## Werke (Auswahl)

### Romane
- Attis. Allison & Busby, London 1995, ISBN 0-7490-0213-1 (semi-historischer Roman über Catull).
- The vampyre. The secret history of Lord Byron. Abacus Press, London 2007, ISBN 978-0-349-12046-1 (EA unter dem Titel The vampyre. Being the true pilgrimage of George Gordon, Sixth Lord Byron. London 1995).
  - Der Vampir. Roman. Econ, Düsseldorf 1996, ISBN 3-612-27200-4 (Neuausgabe Ullstein, München 2003, ISBN 3-548-25347-4). Übersetzt von Wolfdietrich Müller.
- Supping with Panthers. Abacus Press, London 2000, ISBN 0-349-11363-7 (EA London 1996).
  - Das Erbe des Vampirs. Roman. Econ, Düsseldorf 1997, ISBN 3-612-27201-2. Übersetzt von Wolfdietrich Müller.
- Deliver Us from Evil. Abacus Press, London 2000, ISBN 0-349-11361-0 (EA London 1997).
  - Die Botschaft des Vampirs. Roman. Econ & List, München 1998, ISBN 3-612-27514-3. Übersetzt von Wolfdietrich Müller.
- The sleeper in the sands. Little, Brown, London 1998, ISBN 0-316-64480-3 (Roman über Howard Carters Entdeckung des Tutanchamun-Grabs).
  - Der Schläfer in der Wüste. Roman. Econ, München 1999, ISBN 3-430-14816-2 (Neuausgabe Ullstein, München 2003, ISBN 3-548-25549-3). Übersetzt von Wolfdietrich Müller.
- The poison in the blood. Abacus Press, London 2006, ISBN 978-0-349-11964-9.

### Sachbücher
- Rubicon. The triumph and tragedy of the Roman Republic. Little, Brown, London 2003, ISBN 0-316-86130-8.
  - Die Würfel sind gefallen. Der Untergang der Römischen Republik. Econ, Berlin 2004, ISBN 3-430-14818-9 (Neuausgabe List, Berlin 2006, ISBN 3-548-60643-1). Übersetzt von Andreas Wittenberg.[9]
  - Rubikon. Triumph und Tragödie der Römischen Republik. Aus dem Englischen von Andreas Wittenberg. Mit einem Nachwort von Uwe Walter. Klett-Cotta, Stuttgart 2015, ISBN 978-3-608-94924-7 (erweiterte Neuausgabe)
- Persian fire. The first world empire and battle for the West. Little, Brown, London 2005, ISBN 0-316-72664-8 (Neuausgabe Abacus Press, London 2010, ISBN 978-0-349-11717-1; thematisiert den Xerxeszug 480 v. Chr.)
  - Persisches Feuer. Das erste Weltreich und der Kampf um den Westen. Klett-Cotta, Stuttgart 2008, ISBN 978-3-608-94463-1 (Neuausgabe unter dem Titel: Persisches Feuer. Ein vergessenes Weltreich und der Kampf um Europa. Rowohlt-Taschenbuch-Verlag, Reinbek 2011, ISBN 978-3-499-62666-1). Übersetzt von Andreas Wittenberg und Susanne Held.[10]
- Millennium. The End of the World and the Forging of Christendom. Little, Brown, London 2008, ISBN 978-0-316-73245-1 (Neuausgabe Abacus Press, London 2009, ISBN 978-0-349-11972-4; thematisiert die Geschichte Europas um ca. 1000 n. Chr.).
  - Millennium. Die Geburt Europas aus dem Mittelalter. Klett-Cotta, Stuttgart 2009, ISBN 978-3-608-94379-5. Übersetzt von Susanne Held.[11]
- Shadow of the Sword. Global Empire and the Rise of a New Religion. Little, Brown, London 2012, ISBN 978-1-4087-0007-5 (Neuausgabe unter dem Titel: In the Shadow of the Sword. The battle for global empire and the end of the ancient world. Abacus Press, London 2013, ISBN 978-0-349-12235-9). Für den US-Binnenmarkt lautete der Titel In the shadow of the Sword. The birth of Islam and the Rise of the global Arab Empire.
  - Im Schatten des Schwertes. Mohammed und die Entstehung des arabischen Weltreichs. Klett-Cotta, Stuttgart 2012, ISBN 978-3-608-94380-1 (Neuausgabe ebenda 2017 unter dem Titel: Mohammed. Der Koran und die Entstehung des arabischen Weltreichs). Übersetzt von Susanne Held.[12]
- Edward Gibbon’s „Decline and Fall of the Roman Empire“. Continuum Books, London 2013, ISBN 978-1-4411-7036-1.
- Dynasty. The Rise and Fall of the House of Caesar. Little, Brown, London 2015, ISBN 978-1-4087-0338-0.
  - Dynastie. Glanz und Elend der römischen Kaiser von Augustus bis Nero. Klett-Cotta, Stuttgart 2016, ISBN 978-3-608-94853-0. Übersetzt von Susanne Held.
- Athelstan: The Making of England. Allen Lane, London 2016, ISBN 978-0-241-18781-4.
- Æthelflæd: England’s Forgotten Founder. Ladybird, London 2019, ISBN 978-0-7181-8826-9.
- Dominion. The Making of the Western Mind. Little, Brown, London 2019, ISBN 978-1-4087-0695-4 (US-Ausgabe unter dem Titel: Dominion. How the Christian Revolution Remade the World, 2019).
  - Herrschaft. Die Entstehung des Westens. Klett-Cotta, Stuttgart 2021, ISBN 978-3-608-98356-2. Übersetzt von Susanne Held.[13]
- Pax: War and Peace in Rome’s Golden Age. Little, Brown, London 2023, ISBN 978-0-349-14616-4.
  - „Pax“. Krieg und Frieden im Goldenen Zeitalter Roms. Klett-Cotta, Stuttgart 2024, ISBN 978-3-608-98758-4. Übersetzt von Susanne Held.[14]

## Dokumentarfilm
- Islam: The Untold Story Channel 4, Erstausstrahlung: 28. August 2012 (Video; 1:11:33 h)